# 구 카톨릭 위트레흐트 연합
구 카톨릭 위트레흐트 연합(Union of Utrecht of the Old Catholic Churches, 줄여서 UU)은 1870년 제1차 바티칸 공의회에서 공표된 교리를 반대했던 범국가적으로 로마 카톨릭과 분리했던 구 가톨릭교회계 교회 연합체다. 비록 로마 카톨릭 종교 교리와 문화를 표방하지만 로마 카톨릭 구성체와 별개의 종교단체다. 1889년 위트레흐트 선언은 위트레흐트 협약(Declaration of Utrecht)을 이루는 세 개의 문서 중에 하나다. UU는 1931년 본 협약의 결과로 성공회 연합과 완전한 상통을 이루어졌으며 1965년에 개정된 본 협약의 결과로 필리핀 독립교회, 스페인 개혁 성공회, 그리고 포르투갈 카톨릭 사도 복음 교회도 완전한 상통을 이루었다. 2016까지 UU는 6개의 회원 교회가 있다: 네덜란드 구 카톨릭 교회, 독일 구 카톨릭 교회, 스위스 그리스도 카톨릭 교회, 오스트리아 구 카톨릭 교회, 체코 구 카톨릭 교회, 그리고 폴란드 카톨릭 교회.

## 신학과 관례
구 카톨릭 교회들은 교황 무류성이라는 로마 카톨릭의 교리를 거부 및 원죄 없는 잉태와 성모 승천 등의 교좌의 회칙에 따른 교리를 거부한다. 구 카톨릭 교도들은 성찬에서의 그리스도의 실재를 인정하지만, 그 실재에 대해서 성변화의 역할이 유일한 지배적인 이유라고 강조하지 않는다. 그들은 대체로 필리오케 관련된 문제를 거부하며, 니케아 신경의 deum de deo와 연결된 문구들과 연옥의 지배적인 이해도 거부한다. 이와 반대로 그들은 죽음의 이후로 그리스도의 은총으로 인한 성작정화를 인정하고 예배식과 찬양에 망자를 위한 기도를 인정한다. 대신에 그들은 관수식 형태의 세례와 성찬 때 누룩을 넣지 않는 제병 등의 기본적인 카톨릭 전통을 유지한다. 추가로 동방 정교회, 성공회, 그리고 동방 가톨릭교회처럼 선택적인 성직자 독신주의를 허용한다.
회원 교회들은 로마 카톨릭 진영보다 더 자유적인 관점을 띤 신학적 인간학을 유지하는 경향이 있다. 그래서 대부분의 교회들은 여성 성직자를 임명한다. 독일 구 카톨릭 교회 소속의 앙겔라 베르리스은 1996년부터 이 교회 연합의 최초의 여성 성직자다. 또한 네덜란드, 독일, 오스트리아, 스위스의 구 카톨릭 교회들은 동성 결혼을 인정한다. 윤리적인 이슈에 대해서는 개인의 도덕 관념을 강조한다. 개별적인 고백은 강제적으로 하지 않지만 관용한다. 그리고 인공적인 피임은 개인적인 한도에서 관용한다.

### 지도 체계
각 UU 회원 교회는 성공회 연합와 비슷하게 어느정도의 자치권을 행사한다. 또한 UU 회원 교회의 각 교구는 주교가 있으며 규모가 큰 교회는 주교들 중에 "책임 주교" 한 명을 임명한다. UU의 수장은 동료 중 제1인자로 위트레흐트 대주교다. 2000년부터 수장은 전 로마 카톨릭, 세계 교회 협의회의 중앙 위원회의 위원인 요리스 페르캄멘이다.

### 내용주
1. ↑  폴란드 카톨릭 교회는 미국에 있는 폴란드 민족 카톨릭 교회와 별개의 교회이다.
2. ↑  라틴어로 ex cathedra로 표현한다.
3. ↑  로마 카톨릭의 위트레흐트 대주교와 다른 성직자다.

### 참조주
1. 1 2  “Utrechter Union der Altkatholischen Kirchen”. 《utrechter-union.org》 (영어). 위트레흐트. 2016년 3월 22일에 원본 문서에서 보존된 문서.
2. ↑  Berlis, Angela. “Relations with the Anglican Church”. 《utrechter-union.org》 (영어). 위트레흐트: Utrechter Union der Altkatholischen Kirchen. 2016년 4월 28일에 원본 문서에서 보존된 문서. 2017년 6월 15일에 확인함.
3. ↑  “Member Churches”. 《utrechter-union.org》 (영어). 위트레흐트. 2016년 4월 10일에 원본 문서에서 보존된 문서. 2017년 6월 15일에 확인함.
4. ↑  Guretzki, David (2009). 《Karl Barth on the Filioque》 (영어). Farnham, UK: Ashgate Publishing, Ltd. ISBN 978-0-7546-6704-9.
5. ↑  “Communiqué of the IBC meeting in Breslau/PL 2000”. 《utrechter-union.org》 (영어). 위트레흐트. 2016년 5월 2일에 원본 문서에서 보존된 문서.
6. ↑  “Archbishop Joris Vercammen” (영어). 2008년 7월 9일에 원본 문서에서 보존된 문서.